# Пригоди капітана Небрехи
«Пригоди капітана Небрехи» — цикл гумористичних науково-фантастичних творів українського радянського письменника Юрія Ячейкіна, об'єднаних головним героєм — капітаном космічного міжзоряного корабля Небрехою, помічником якого є штурман на ім'я Азимут, у деяких творах також діють друг Небрехи, колишній космічний капітан та викладач школи космонавтів Козир та його робот Малюк. Уперше цей цикл, до якого тоді увійшли повість у складі семи оповідей «Пригоди капітана Небрехи» та оповідання «Уславлений робот Малюк», під назвою «Дивовижні пригоди капітана Небрехи», опублікований у видавництві «Веселка» у 1965 році. Перші уривки з циклу публікувалися в київському журналі «Піонерія» у 1964 році. Пізніше твір неодноразово перевидавався українськими видавництвами з доповненнями по мірі створення нових творів циклу, зокрема у 1969 році під назвою «Зоряні мандри капітана Небрехи», у 1973 році також під назвою «Зоряні мандри капітана Небрехи», у 1988 році під назвою «Всесвітні походеньки капітана Небрехи», неповна збірка творів вийшла у 2004 році під назвою «Небреха. The best».
На думку багатьох літературних оглядачів, та й самого автора твору, головний герой циклу — капітан Небреха — хоч і подібний на персонажів інших літературних творів (барона Мюнхгаузена, капітана Врунгеля, Ійона Тихого), проте має виключно український національний колорит. Цикл творів про капітана Небреху за радянських часів став одним із найпопулярніших творів серед молоді України.

## Складові частини циклу

Обкладинка видання циклу творів про Небреху в 1988 році.

До складу циклу традиційно включаються повість у оповіданнях «Зоряні мандри капітана Небрехи» (у перших виданнях «Дивовижні пригоди капітана міжзоряного плавання Небрехи та його вірного штурмана Азимута у Всесвіті і на Землі»), повість «Спалах наднової зірки», повість «Народження АДАМа» (самим автором визначена як «фантазія-жарт»), повість «Космічна халепа капітана Небрехи» та оповідання «Уславлений робот Малюк». До складу циклу також включають оповідання «На волосину від плагіату. З нових пригод капітана Небрехи», яке сам автор визначив як пародію на самого себе, яке було опубліковане лише одного разу в збірці «Наука і культура» у видавництві «Знання» в 1970 році.

## Головні герої
Капітан Небреха, згідно опису головного небрехознавця, колишнього спеціального кореспондента журналу для юнацтва «Навколо Всесвіту» Никодима Затуливухо — уславлений космічний командор, справжній «космічний вовк», капітан далекого космічного плавання, на момент початку оповіді — почесний пенсіонер, який проживає на Чорноморському узбережжі Кавказу. Згідно опису, складеному незалежно один від одного Никодимом Затуливухо та штурманом Азимутом, капітан невисокий на зріст, має абсолютно лису та бездоганно круглу голову, червоні щоки, під якими у нього закручені довгі вуса. Із рота капітан практично ніколи не випускає люльки з тютюном. Практично завжди капітан Небреха одягає на себе смугастий тільник (аналогічний такому ж у моряків). За переказами, капітан Небреха відвідав 193 зоряні системи, де його нагородили такою кількістю лаврових вінків, що після їх продажу ціна пакетику лаврового листя впала до вартості коробки сірників. Окрім того, він здійснив першу навкологалактичну подорож, під час якої перевірив деякі аспекти теорії відносності. Під час своїх мандрів капітан Небреха зустрів свого антипода з антисвіту, а також зумів приборкати міжпланетне чудовисько з 250 лапами. Окрім того, в бібліотеці капітана Небрехи зібрано 1000 наукових фоліантів, кожен з яких має не менше 1000 сторінок, і важить не менше 3 кілограмів.
Штурман Азимут — майже постійний супутник капітана Небрехи, та його вірний помічник у подорожах. Згідно опису капітана Небрехи, Азимут має більше двох метрів зросту, має великого чуба, розкішні вуса, на галактичному жаргоні таких називають «скафандр наопашки». Азимут має неабияку силу, може зав'язати кочергу вузлом. Азимут досить упертий, часто сперечається з капітаном, проте завжди виконує безпосередні накази капітана. Азимут дуже ерудований, проте любить сперечатися на наукові теми, та одного разу на захисті кандидатської дисертації на тему «Чи було життя на Марсі?», де він був опонентом здобувача звання, він так уміло заперечував аргументи іншого науковця, що йому самому присвоїли звання кандидата наук. Проте одного разу, коли корабель Небрехи і Азимута потрапив у потік часу, який рухався у протилежну сторону, штурман Азимут не послухав капітана, і вийшов із корабля, після чого перетворився на немовля. Після цього капітан Небреха віддав його до школи для обдарованих дітей. Азимут її успішно закінчив, і в майбутньому став директором меморіального музею капітана Небрехи.

## Сюжет книги

### Зоряні мандри капітана Небрехи

#### Сувенір капітана Небрехи
У цій оповіді йдеться про те, як одного разу під час польоту із Землі на Місяць капітан Небреха і Азимут потрапили у потік часу, який ішов у зворотному напрямку. При підльоті до Землі вони помітили, що під час походу Наполеону до Єгипту ядра відскакували від Сфінкса прямо в дула гармат, а раби розбирали піраміди на кам'яні брили. Поступово Земля почала втрачати ґрунтовий покрив та розпадатися і танути в часі. Щоб врятувати хоч шматок планети, Азимут вискочив із корабля та вхопив собі базальтову брилу. Проте на штурмана також почав діяти зворотній час, і він поступово перетворився на немовля. Щоб врятувати штурмана від зникнення, Небреха блискавично ввімкнув двигуни корабля, й полетів у напрямку правильного часу. Після повернення у свій час Небреха віддав Азимута до школи обдарованих дітей.

#### Розмова з дзеркалом
Штурман Азимут був у відпустці, а капітан Небреха отримав термінове запрошення від Всесвітнього об'єднання мисливців і рибалок на полювання на чудовисько з 250 лапами, яке почало поїдати власну планету, за номером 251. Підготувавшись до польоту, Небреха вилетів на полювання, проте дещо схибив у розрахунках, і потрапив у іншу точку Галактики. Там він помітив точно такий, як у нього, космічний корабель, у якому сиділа точна копія капітана, лише в дзеркальному відображенні. Після розмови, пересвідчившись, що вони є антиподами з антисвітів, вони вирішили обмінятись своїми люльками для паління. Експеримент вдався, і капітани отримали сувеніри з антисвіту. Після цього Небреха відбув до місця полювання на чудовисько, і прибув вчасно, оскільки воно вже своїми лапами впіймало 250 мисливців. Оскільки вільних лап чудовисько вже не мало, то Небреха спокійно зумів застрелити чудовисько.

#### Цікава арифметика
Небреха й Азимут прибули на планету Кібера, яку населяють виключно роботи. На цій планеті роботи переважно займались математикою, шахами та технічними дослідженнями. Оскільки роботи не розуміли як влаштовані живі біологічні істоти, то вони вирішують розібрати людей на запчастини. Під час виголошення рішення Небресі вдається відволікти роботів, зацікавивши їх земною грою «15». Роботи, не знаючи швидкого вирішення цієї гри, забувають за людей, і Небреха з Азимутом утікають з планети, прихопивши лише дешевий сувенір — книжку «Цікава арифметика».

#### Яблуко незгоди
Небреха й Азимут засперечалися відносно легенди про відкриття Ньютоном закону всесвітнього тяжіння, чи дійсно при цьому Ньютон спостерігав яблуко, яке падає. Щоб вирішити суперечку, вони вирішують на своєму космічному кораблі полетіти в минуле, для чого корабель розганяють до надсвітлової швидкості. Проте потрапити до знаменитого фізика відразу їм не вдається, першого разу вони потрапляють на піратський корабель. За другим разом вони потрапляють у потрібне місце, і бачать Ньютона, коли він дивиться на падаюче яблуко. Коли вчений вголос виголошує думку: «Цікаво, чому ці яблука падають не вгору, а на землю?», Небреха нетерпляче підказав йому: «Тому, що існує закон всесвітнього тяжіння!», після чого Ньютон подивився на Небреху. Але в цей момент зникло силове поле навколо корабля, і мандрівники в часі зникають з поля зору знаменитого фізика, і потрапляють у інше місце, не почувши його відповіді.

#### Пригоди на планеті стрибунців
Небреха й Азимут під час повернення на Землю після навкологалактичної подорожі потрапляють на невідому планету. Вона виявляється заселена розумними істотами, які дуже захоплюються різними видами стрибків. Після знайомства із землянами тубільці постійно підкидають їх у повітря, а пізніше разом із землянами стрибають у спеціально видовбаний для стрибків отвір через цілу планету по її діаметру, влаштувавши там аеродинамічні перегони на тиждень. Капітан із Азимутом придумують спосіб, як вибратися із цього отвору, та зуміли пізніше вилетіти із планети.

#### У часи комети
Після старту з планети стрибунців на кораблі Небрехи і Азимута закінчилось пальне, а потрапили вони у глухий незаселений закуток космосу. Випадково космонавти бачать, що до них наближається комета. Вони вирішують використати комету як коня, накинувши на неї упряжку. Хоча й не з першого разу, це їм вдається, і зоряні мандрівники направляють комету до Землі. Тим часом, як почули Небреха й Азимут із радіоприймача, на Землі люди схвильовані з приводу появи нової комети. Для того, щоб заспокоїти людей, капітан Небреха вирішує подати сигнал азбукою Морзе за допомогою вогняного ока комети, осідлавши її, та почергово затулячи і відтуляючи його. Людство розшифрувало цей сигнал, Небреха з Азимутом дістались Землі, а комету пізніше було знищено, оскільки вона блокувала усі теле- та радіосигнали на Землі. Проте після її знищення на землі збільшилась інтенсивність полярного сяйва.

#### Штучне око магістра Кіміхли
Капітан Небреха прибуває на екскурсію на планету Тілетас, на якій існує добре розвинута цивілізація. Для кращого ознайомлення із цікавинками планети він іде до головного всепланетного об'єднання з координації туристичних маршрутів, де у місцевого найновішого суперкібера випитує не просто перелік звичайних об'єктів туризму, а щось таке особливе, що не внесено до даного переліку. Робот рекомендує Небресі відвідати такого собі магістра Кіміхлу, повідомляючи, що відвідування його досить небезпечне для непідготовлених відвідувачів, особливо саме у цей день кожні 10 років, оскільки магістр сам по собі може зупинити розвиток цілої цивілізації. Отримавши перепустку до магістра, Небреха на спеціальному транспорті прибуває до нього, і виявляє, що магістр живе у старезному будинку, вкритому цвіллю і мохом, біля якого пасеться старезна коза. У будинку магістра Небреха зауважив велику кількість алхімічного обладнання, та й сам магістр був одягнутий у одяг алхіміка або мага, окрім того, біля Кіміхли лежали старовинні лицарські обладунки. Помітивши Небреху, він повідомляє, що чекав його саме в цей найурочистіший день, коли він зумів зварити еліксир молодості, для чого йому попередньо слід було синтезувати нерозмінний карбованець. Еліксир молодості необхідний Кіміхлі для того, щоб синтезувати філософський камінь, який необхідний для встановлення повної влади над планетою. Секрет синтезу еліксиру Кіміхла віддав у надійні руки із можливістю віддати його тільки магістру особисто в руки. Небреха, розуміючи що даний еліксир може бути звичайною отрутою, пропонує Кіміхлі спробувати еліксир на тварині. Той погоджується, і дає його випити козі, після чого вона перетворюється на козеня. Зрозумівши, що еліксир діє, Кіміхла випиває решту рідини, і перетворюється на значно молодшу людину. Проте він не пізнає Небрехи, і приймає його за шпигуна, який хоче вивідати його секрети, та намагається напасти на Небреху із старовинним мечем. Небреха втікає від магістра, та прибуває знову до робота із туристичного управління, який повідомляє йому, що такі перетворення відбуваються з Кіміхлою кожен раз, коли один раз на 10 років йому вдається синтезувати еліксир молодості, причому кожен раз він здає рецепт його приготування до туристичного управління, і зробив це вже 217 разів, що в сумі склало 2170 років. Сам магістр цього не пам'ятає, оскільки після вживання еліксиру він стає молодшим на 10 років, але й втрачає пам'ять про ці прожиті ним роки. Небреха, як і робот, робить висновок, що масове використання еліксиру молодості змогло б загальмувати розвиток цілої планети.

#### Планета, якої нема
Небреха і Азимут повертались на Землю, але на околицях Сонячної системи у корабель влучає порошинка, яка зуміла пробити паливний бак, унаслідок чого космонавти залишаються без палива. Небреха вирішує послати Азимута на Плутон за паливом, а самому залишитись на орбіті. Проте після відльоту штурмана капітан заснув, а коли прокинувся, почувши, що його кличе Азимут, то побачив, що він вкритий товстим шаром космічного пилу, а навколо нього почала формуватися нова планета. Щоб подати сигнал штурману, капітан запалив свою люльку, за допомогою якої розпочав подавати сигнал SOS. За допомогою лопати Азимуту вдалось відкопати капітана та врятувати його з біди.

#### По той бік світла
Один із найкращих друзів Небрехи, капітан Козир, повідомляє головному небрехознавцю Никодиму Затуливухо, що досі ніхто не знає про те, чому знаменитий капітан з роками не старішає, а стає молодшим. Той відразу прибуває до капітана, який розповідає Никодиму про свій політ у галактику Чорних Сонць. У цій галактиці, де зірки є темними, а міжпланетний простір світлий, Небреха випадково натрапив на планету, на якій попри наявність розвинутої цивілізації, місцеві жителі не знали про наявність навколо них інших зірок та планетних систем у зв'язку із тим, що на планеті постійно був день, і не було ночі. Цивілізація планети знаходилась на приблизно однаковому розвитку із земною. Спочатку Небреху вітало все населення планети, але ставлення до нього поступово змінилось на гірше. Причиною стало те, що цивілізація планети розвивалась у протилежному напрямку, від складних технічних пристроїв до простішої техніки, та поступово прийшла до розуміння того, що найкращою технікою є прості механічні велосипеди і самокати, а також мотоцикли та прості літаки. Самого ж Небреху за бажання продовжувати науково-технічний прогрес оголосили божевільним і госпіталізували до психіатричної лікарні. Небреха після розмов із персоналом лікарні, та ознайомившись із історією планети, Небреха зрозумів, що час на цій планеті, як і в усій цій частині Всесвіту, йде у зворотньому напрямку. Щоб вийти із психлікарні, Небреха пропонує на розгляд науковців планети проект переходу на паровий транспорт замість дизельного та бензинового, а також повну відмову від електричної енергії. Після такої пропозиції Небреху оголошують здоровим, випускають із лікарні, та оголошують найвидатнішим винахідником. Знайшовши слушну хвилину, Небреха непомітно проникає до своєї ракети, та відлітає з планети. Саме перебування на цій планеті в умовах зворотнього часу він і вважає запорукою того, що він не старіє.

#### Таємниця більярдної кулі
Никодим Затуливухо помічає в шухляді письмового стола капітана Небрехи невідому йому більярдну кулю. Про її походження капітан розказує наступну історію. З його слів, одного разу перед його очима з'явився невідомий транспортний засіб, в якому він знаходить записку від штурмана Азимута із запрошенням прибути в майбутнє на даній машині часу на відкриття свого власного меморіального музею, директором якого призначений Азимут. Небреха вирішує прийняти пропозицію. і сідає в машину. По дорозі в нього починають щезати речі. Після прибуття його урочисто зустрічають, він перерізає вхідну стрічку, та розпочинає огляд музею, де були представлені всі його сувеніри та особисті речі. Після урочистого відкриття музею Небреху запрошують на урочисте наукове засідання, де сам Небреха вперше дізнається про цю кулю, оскільки ніхто із науковців не міг точно встановити її походження. Самого Небреху постійно атакують науковці майбутнього, щоб він підтвердив їх теорії походження кулі, і він підтверджує їм поодинці всі висунуті ними гіпотези. Для того, щоб мати цю кулю в себе вдома, Небреха вловив кілька хвилин, і придбав її точну копію в найближчому магазині спорттоварів, та підмінив нею ту кулю, яка була в музеї. Після цього Небреха відбув у свій час, проте новішого пояснення походження кулі він так і сам не знайшов, і вважає її походження часовим парадоксом, а також вважає ймовірним появу в майбутньому двох подібних куль замість одної.

### Спалах наднової зірки
Хронологічно ця повість є першою із розповідей про капітана Небреху. Розпочинається вона із опису знайомства головного небрехзнавця Никодима Затуливухо із капітаном Небрехою. Повість розпочинається із того, що спеціальному кореспонденту журналу «Навколо Всесвіту» Никодиму Затуливухо головний редактор улітку дає завдання взяти коротке інтерв'ю в капітана міжгалактичного плавання Небрехи, який проживає на Чорноморському узбережжі Кавказу. Оскільки на той час після відкриття нових піщаних пляжів на Марсі мода на літні поїздки на чорноморські курорти зникла, то журналіст спробував відмовитись від поїздки, проте головред таки настоює на своєму, а після того, як він повідомляє Никодиму, що знайомство з капітаном може дати переваги при поселенні в перенаселені готелі, а також при отриманні квитків на різні розважальні заходи, журналіст відразу погоджується на поїздку. Після прибуття на місце ще з моря Никодим бачить велетенський стовп диму, який іде від капітанового будинку. Журналіст вважає, що розпочалась пожежа в капітановому будинкові, і незважаючи на заклики моториста моторного човна, який доставив його на місце, біжить рятувати капітана. Виявилось, що Небреха дійсно так курив люльку, щоб створити дуже високу концентрацію диму в повітрі, щоб перевірити справедливість вислову «Накурено, хоч сокиру вішай». Після цього між Небрехою і журналістом зав'язується розмова, і, хоч капітан і ображений, що журнал вирішив надрукувати лише коротке інтерв'ю з ним. Пізніше контакт із журналістом налагоджується. Випадково Никодим Затуливухо побачив, що один із портретів капітана висить догори ногами. На це капітан відповідає, що це історична правда, оскільки він разом із штурманом Азимутом на планеті двоголових ходив саме догори ногами. Далі він описує свою подорож на цю планету. Починається ця оповідь із цього, що одного разу Небреха з Азимутом прилетіли дуже близько до велетенської зірки, яка мала таку велику силу тяжіння, що не випускала із своєї поверхні навіть промені світла. Навколо цієї зірки оберталась планета, діаметр якої дорівнював орбітальній відстані Плутона, яка також мала велику силу тяжіння. Небреха приймає ризиковане рішення пройти між цими величезними космічними об'єктами по лінії, на якій врівноважуються сили тяжіння обох небесних тіл. Для точного прокладення курсу Азимут виліз на бушприт корабля, і тримав у руках аптекарські ваги, які мали постійно знаходитись у рівновазі. Проте подорож зупинилась після того, як по курсу корабля космічні мандрівники виявили ще одну планету, невелику за розмірами, яка не мала атмосфери, а її поверхня була гладкою, як більярдна куля. Капітан вирішує причепитися до планети на буксир. Після того, як корабель вдалось пришвартувати до планети, на її поверхні раптово виник кратер, з якого почали вилітати різні страви, від ікри до огірків, а також посуд, музичні інструменти, і навіть книга скарг ресторану. Капітан вирішує затикнути кораблем цей кратер. Після цього космонавти пробують вийти із корабля, і виявляється, що вони потрапили на планету, де жителі після планетарної катастрофи перебрались жити на внутрішню поверхню планети (тобто фактично по відношенні до поверхні планети вони ходять догори ногами). Окрім того, виявилось, що цей кратер утворився після спроб працівників місцевого ресторану викопати більший підвал у своєму закладі, а капітан Небреха з Азимутом вчасно затикнули дірку в планеті. Планету місцеві мешканці називають Таоті, а їх головною особливістю є те, що вони мають по дві голови. Одноголових землян вони початково сприймають як злочинців, оскільки у таотян прийнято карати злочинців відрубуванням однієї з голів. Щоб допомогти планеті та самим мати можливість стартувати з поверхні, щоб не загинули місцеві мешканці, Небреха вирішує розкрутити планету, після чого в неї з'явиться власна сила тяжіння і атмосфера. Це землянам вдається, після чого біля планети вибухає наднова зірка, честь відкриття якої на Землі записують якомусь роботу-автомату.

### Народження АДАМа
У цій повісті розповідається про знайомство штурмана Азимута із капітаном Небрехою та їх першу спільну подорож. Розпочинається повість із того, що Азимут, випускник школи космонавтів по класу штурманів, який мріє про міжзоряні подорожі, але знає про те, що найближчі роки вони не плануються, випадково побачив оголошення ще невідомого йому капітана Небрехи про те, що той шукає собі напарника для міжгалактичного рейсу. Оскільки Азимут до цього нічого не чув про Небреху, то він вирішує порадитись про це оголошення зі своїм викладачем зі школи космонавтів капітаном Козирем, а саме оголошення зірвав і заховав. Капітан Козир повідомляє Азимуту про те, що Небреха є його другом і видатним галактичним капітаном, та рекомендує молодому штурману спробувати щастя за оголошенням капітана. Азимут прибуває за вказаною адресою, проте спочатку не впізнає капітана та навіть ображає його, сказавши, що на одній нозі ніхто його не пустить у космос. Небресі в свою чергу не подобається те, що Азимут зірвав його оголошення, чим позбавив Небреху можливості самостійно вибрати собі напарника із кількох кандидатів. Небреха вирішує провести Азимуту невеликий екзамен на кмітливість, який тому вдається пройти не зовсім успішно. Небреха вирішує відмовитись від послуг Азимута, проте робить це, на його думку, не досить ввічливо, і Азимут зі злістю зав'язує кочергу, яка лежала в кімнаті Небрехи, вузлом. Після цього, побачивши що кандидат у штурмани має неабияку фізичну силу, Небреха змінює своє рішення, та включає Азимута до складу свого екіпажу. Перед початком польоту Небреха повідомляє, що метою їхньої навкологалактичної подорожі є перевірка деяких аспектів теорії відносності, а саме те, що коли летіти зі швидкістю світла тривалий час, то можна прилетіти в далеке минуле нашої планети. Азимут спочатку не погоджується із таким висновком, і вважає, що таким чином вони потраплять у майбутнє. По завершенні подорожі вони прибувають на Землю, та потрапляють у далеке минуле, коли на нашій планеті господарюють динозаври. Проте за деякий час Небреха і Азимут спостерігають, як на Землю прибуває невідомий космічний корабель, із якого виходить іншопланетянин у формі кулі, та говорить, що його звати 4-Пі-Ер². Також він говорить, що він прилетів із далекої галактики, та має завдання заселити цю планету розумними істотами, яких він власноруч синтезує за новітніми техологіями його планети. На пам'ять про відвідини планети він залишив скульптури зі своїм образом у джунглях планети. Проте для створення розумних істот іншопланетянин повинен мати модель для їх створення. Капітан Небреха для цього пропонує штурмана Азимута, оскільки він сам для цього не підходить, оскільки має лише одну ногу. Азимут погоджується, його поміщають у спеціальну шафу, а пізніше, коли він з неї виходить, то бачить, що із сусідньої шафи виходить його точна копія, яка стверджує, що вона і є справжнім Азимутом. За допомогою Небрехи вирішується, хто є справжнім штурманом, і після повторної обробки Азимута і його копії із шафи виходить уже людиноподібна істота, яка не вміє говорити, і яка відразу вилазить на найближче дерево. Після цього капітан і Азимут відбувають у свій час.

### Космічна халепа капітана Небрехи
Капітан Небреха отримує сигнал SOS із далекої сонячної системи. Він відбуває до цієї системи, проте після прибуття його та штурмана Азимута беруть у полон роботи, які допитують їх на предмет знання новітніх технологій. Пізніше вони довідуються, що на цій планеті ув'язнено багато вчених із різних планет галактики. які потрапили сюди через цей сигнал «SOS». Після розповіді вченого із сузір'я Тукана вони дізнаються, що основу розвитку місцевої цивілізації раніше складало космічне піратство, проте пірати не просто грабували космічні кораблі або планети, а шукали новітні технології, які могли використовуватися для подальшого науково-технічного розвитку планети. Проте такий розвиток планети мав у собі великі ризики, оскільки піратські експедиції не завжди повертались на планету, а гинули в глибинах космосу, або не могли знайти якоїсь нової інформації. Остання піратська експедиція з планети потрапила у світ, у якому спілкуються телепатично та оволоділи телекінезом, жителі якого повідомили піратам. що у всьому Всесвіті цивілізації спілкуються за допомогою повідомлень між собою, після чого за допомогою телекінезу відкинули їх зі своєї планети. Пірати після цього зрозуміли, що самим літати за знаннями не потрібно, а можна заманювати представників інших цивілізацій на свою планету, та вибивати з них знання. Цю роботу, а також забезпечення всім необхідним розумних істот планети, колишні пірати доручили роботам, у результаті чого людство на цій планеті деградувало. та навіть розучилось говорити. Штурман Азимут під час допиту повідомляє, що він краще може передати свої величезні знання під час сну, а ще краще, коли всі роботи планети також на деякий час відключать своє живлення для відпочинку з метою подальшого кращого засвоєння інформації. Роботи погоджуються. і останнього з них з розетки вимикає капітан Небреха, який після цього визволяє усіх іншопланетних вчених, а перед відльотом навчив місцевих жителів добувати вогонь із каменів, а також робити кам'яні знаряддя праці та кам'яний посуд.

### Уславлений робот Малюк
У оповіданні йдеться про те, що одного разу в музеї оповідач виявив відомого робота Малюка, який раніше неодноразово з'являвся на сторінках книги про Небреху. Малюк описує, що під час гри у футбол двох команд роботів якісь жартівники підняли його магнітом на борт космічного корабля, який відбуває на Меркурій. Там Малюк повинен вступити в контакт із місцевою расою кристалічних істот. Малюка висаджують на планету, де він зумів налагодити контакт із аборигенами за допомогою шахів. Аборигенам так сподобались шахи, що вони попросили земного робота подарувати їм комплект. Малюк погодився продати шахи за ціною 1 квадратний міліметр площі планети за першу клітинку, а далі в геометричній прогресії, так що жителі планети ще й заборгували йому поверхню. Після цього його підняли на корабель, де капітан на нього дуже розлютився, сказавши, що він є не роботом, а справжнім піратом. Після цього робота віддали до музею, де він пізніше дізнався, що на його честь на Меркурії проводиться регулярний представницький шаховий турнір, а також йому споруджено там пам'ятник.